# Stade du Pays de Charleroi

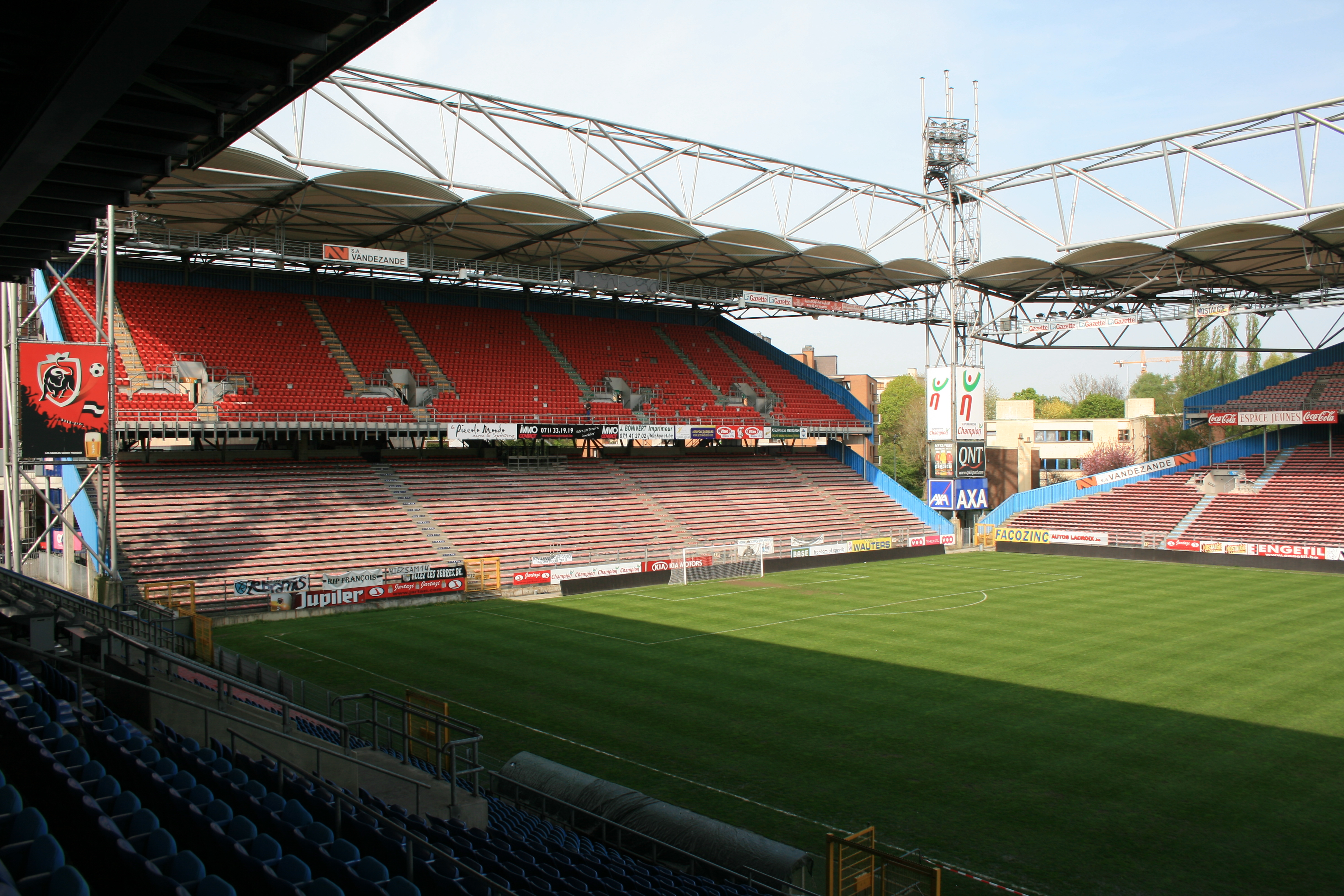
Das Stade du Pays de Charleroi im April 2011

Das Stade du Pays de Charleroi ist ein Fußballstadion in der wallonischen Stadt Charleroi in Belgien. Der Fußballverein Sporting Charleroi trägt hier seine Heimspiele aus. Es bietet momentan 14.891 Plätze.

## Geschichte
Am Standort des Stadions wurde schon seit 1923 Fußball gespielt, aber erst Ende der 1930er Jahre wurde ein Stadionbau verwirklicht. Am 5. März 1939 wurde die Sportstätte unter dem Namen Stade du Mambourg eröffnet. Zur Einweihung traf Sporting Charleroi auf US Centre und gewann mit 2:1 Toren. Bis in die 1980er Jahre bestand das Stade du Mambourg aus einem kleinen Sitzplatzrang, einem überdachten Stehplatzrang auf der Gegenseite sowie zwei kleine Stehplatztribünen hinter den Toren. Dies änderte sich mit dem Neubau der noch heute bestehenden Haupttribüne, die sich über die ganze Länge des Spielfeldes erstreckt.
Das Stadion wurde für die Fußball-Europameisterschaft 2000 renoviert, erweitert und fasste damals rund 30.000 Zuschauer. Am 24. Mai 1999 war die feierliche Wiedereröffnung und wurde mit der Partie Sporting Charleroi gegen den FC Metz begangen. Einher mit der Eröffnung ging die Umbenennung der Anlage in Stade du Pays de Charleroi.
Da die Besucherzahlen von Sporting Charleroi im Ligabetrieb viel geringer sind, wurde die Kapazität nach dem EM-Turnier auf 24.891 verringert. Der belgische Pokalsieger von 2003, der R.A.A. La Louvière, trat im UEFA-Pokal 2003/04 an und traf in der ersten Runde auf die Mannschaft von Benfica Lissabon. Für das Hinspiel am 24. September 2003 zog man in das Stade du Pays de Charleroi um. Die Partie endete 1:1-Unentschieden.
Während Renovierungsarbeiten von 2012 bis 2014 wurde das Stadion auf eine Kapazität von ca. 14.000 Zuschauern zurückgebaut. Die Oberränge der Hintertortribünen und der Gegengeraden wurden entfernt und provisorisch überdacht.

## Spiele der EURO 2000 in Charleroi
Während der Fußball-Europameisterschaft 2000 fanden drei Spiele der Gruppen A und C in Charleroi statt.
- 13. Juni 2000:  BR Jugoslawien –  Slowenien 3:3 (0:1)
- 17. Juni 2000:  England –  Deutschland 1:0 (0:0)
- 20. Juni 2000:  England –  Rumänien 2:3 (2:1)

## Länderspiele
Die belgische Fußballnationalmannschaft war vier Mal im Stade du Mambourg bzw. Stade du Pays de Charleroi zu einem WM-Qualifikationsspiel und drei Freundschaftsspielen zu Gast.
- 23. Feb. 1946:  Belgien –  Luxemburg 7:0 (Freundschaftsspiel)
- 22. Mär. 1978:  Belgien –  Österreich 1:0 (Freundschaftsspiel)
- 23. Feb. 2000:  Belgien –  Portugal 1:1 (Freundschaftsspiel)
- 04. Sep. 2004:  Belgien –  Litauen 1:1 (Qualifikation zur WM 2006)